# Eenzijdig overheidshandelen
Bij eenzijdig overheidshandelen gaat het over diensten die tot de taken van de overheid behoren. Denk hierbij aan het verstrekken van een paspoort of verblijfsvergunning.
Deze term speelt een rol bij sommige wetgeving, zoals de Wet gelijke behandeling (WGBH/CZ). Burgers kunnen namelijk een klacht indienen als niet aan deze wet is voldaan, maar zij kunnen dat niet doen als het een overheidsdienst is.